# I Take Thee Quagmire
I Take Thee Quagmire — двадцать первая серия четвёртого сезона мультсериала «Гриффины». Премьерный показ состоялся 12 марта 2006 года на канале FOX.

## Сюжет
Питер принимает участие в теле-игре «Поле Чудес» и побеждает. В качестве приза он выбирает себе бесплатное недельное обслуживание служанкой, Джоан. Питер немилосердно использует бесплатную рабочую силу всю неделю, и особенно в последний день.
Куагмир видит Джоан и немедленно влюбляется в неё. После второго же свидания тот предлагает её руку и сердце, и Джоан соглашается.
Куагмир радикально меняет уклад своей жизни, но Питер не верит в серьёзность намерений своего друга, и пытается «вернуть» его разглядыванием порножурналов.
Стьюи укусил Лоис за грудь во время кормления, и теперь та в раздумьях: продолжать ли ей грудное вскармливание малыша; к тому же она замечает, что её бюстгальтеры стали ей не по размеру.
Наблюдая, как Питер вытирает грудь Лоис от пролитого вина, Куагмир осознаёт, что поторопился со свадьбой. Он пытается «дать задний ход», но Джоан угрожает, что покончит с собой, если церемония не состоится. В итоге Питер решает помочь другу симулировать собственную смерть.
Питер показывает Джоан видеозапись, на которой Куагмира убивают ниндзя, фашист, робот из кухонной посуды и тираннозавр, но это её не убеждает. Тогда в дело вступает план «Б»: у Куагмира «случается» острый инфаркт миокарда, и он «умирает». Его хоронят (в гробу есть некоторый запас кислорода), а Питер рассчитывает вытащить его вскоре после похорон, но мэр Адам Вест объявляет, что все гробы должны быть зацементированы (мэр, оказывается, боится зомби), поэтому Питер признаётся, что его друг жив, и вызволяет его при всех.
Появляется Смерть, чтобы забрать Куагмира, на которого она уже рассчитывала, но, выслушав его жалобы на свою жизнь, забирает вместо него Джоан (она заступилась за Куагмира, и напала на Смерть, при этом коснулась её).
Лоис, поразмыслив, продолжает кормить Стьюи грудью, к наслаждению последнего.

## Создание
Авторы сценария: Том Максвелл, Дон Вудард и Стив Кэллахан.
Режиссёр: Сет Кирсли.
Приглашённые знаменитости: Адам Каролла (в роли Смерти), Николь Салливан, Алекс Требек (в роли соперника мэра Адама Веста в игре «Jeopardy!») и Брайан Крэнстон (в роли Хэла из «Малкольм в центре внимания»).

## Интересные факты